# Stortorget
Stortorget (švedsko za 'Veliki trg') je javni trg v Gamla stanu, starem mestnem jedru v osrednjem Stockholmu na Švedskem. Je najstarejši trg v Stockholmu, zgodovinskem središču, kjer je postopoma nastal srednjeveški urbani konglomerat. Danes trg vsako leto obišče več deset tisoč turistov, občasno pa je tudi prizorišče demonstracij in predstav. Tradicionalno je znan po svojem letnem božičnem sejmu, kjer ponujajo tradicionalne ročne izdelke in hrano.

## Pomembne stavbe in strukture
Trg, ki je v središču otoka Stadsholmen, nikoli ni bil eleganten razstavni element, ki je v srednjem veku zasedal središče mnogih drugih evropskih mest; nastajal je postopoma, stavbe in bloki okoli trga, ki so se vedno nagibali proti zahodu, so bili občasno dodani naključno. Izjema je stavba borze, ki zaseda severno stran trga in skriva Storkyrkan  (stolnico]] in kraljevo palačo.

### Stavba borze in vodnjak
Danes je Stortorget lokacija stavbe borze (Börshuset), v kateri domuje Švedska akademija, Nobelov muzej in Nobelova knjižnica. Zasnoval jo je Erik Palmstedt in je bila zgrajena med letoma 1773 in 1776, nadomestila pa je mestno hišo, ki je na tem mestu stala več sto let prej, nato pa je bila najprej preseljena v palačo Bonde in nato leta 1915 v sedanjo sodno palačo. Tloris stavbe v slogu francoskega rokokoja je trapez, katerega zaobljeni vogal je močno razširil bočne ulice. Čeprav je stavba na splošno zasnovana podobno kot zasebna palača, osrednji pediment in kupola v obliki laterne, ki krona stavbo, poudarjata njen javni status. Zaprto prvo nadstropje, v katerem je Švedska akademija, je v nasprotju z odprtostjo pritličja – kontrast, ki je bil okrepljen med obnovo v osemdesetih letih prejšnjega stoletja.
Sedanji vodnjak na trgu je prav tako zasnoval Palmstedt in je bil zgrajen v povezavi z novo stavbo borze. Vendar se je leta 1856 zaradi dviga terena posušil. Preselili so ga v Brunkebergstorg, a so ga v 1950-ih vrnili na prvotno lokacijo in je danes priključen na mestni vodovod.
- Pročelje stavbe borze
- Vodnjak

### Številka 3–5
Stavbo s številko 3 na desni strani Köpmangatana, ki jo je v 1640-ih letih zgradil trgovec Hans Bremer in je prvotno imela koničaste gomile kamenja, je še vedno ohranila originalne križne oboke in nemški napis v vhodni dvorani. Vendar se stavba danes imenuje Grillska huset ('Grillova hiša') po zlatarju Antoniju Grillu, ki se je leta 1659 v času Karla Gustava priselil iz Amsterdama na Švedsko in ustanovil dinastijo Grill. Stavbo je kupil leta 1681 in ostala v lasti družine več kot stoletje. Zatrepi v obliki deteljice so bili dodani leta 1718 skupaj z modro-sivo barvo in rokokojskim portalom. Najvidnejši član dinastije je bil trgovec Claes Grill (1705–1767), vodja Vzhodnoindijske družbe, lastnik več bank ter številnih rudarskih in ladijskih podjetij ter velik zbiratelj umetnin. Stavba je danes sedež Stockholmske mestne misije, neodvisne krščanske dobrodelne organizacije, ki je namenjena podpori brezdomcem in ogroženim državljanom s hrano, nastanitvijo in izobraževanjem, poleg tega pa vodi tudi svetovalne pisarne in druge ustanove drugod v starem mestnem jedru.
V trgovini z rabljenimi izdelki na številki 5 so poslikani tramovi iz 1640-ih, ki prikazujejo živali, rože in sadje. V Starem mestu je veliko takšnih obnovljenih stropov, vendar je ta eden redkih, ki je dostopen širši javnosti. V prvem nadstropju je tako imenovana Bullkyrkan ('Cerkev žemljic'), kjer Mestna misija vsako nedeljo ponuja bogoslužje skupaj z žemljicami, sendviči in kavo. Rev. Karl-Erik Kejne, ki je v cerkvi služil v petdesetih letih prejšnjega stoletja, je javni radio citiral, da je delo tam hvaležno naročilo, saj so se revni in brezdomci gnetali v cerkvi, kjer so bile druge kongregacije precej bolj opazne zaradi svoje odsotnosti.
- Številka 3–5
- Nemški napis pri številki 3

### Številka 7
Do sredine 15. stoletja je bila južna stran trga obdana z lesenimi trgovinami, v prostornih kleteh katerih so kmetje hranili svoje zaloge in pripravljali obroke. Med številnimi zgodovinskimi najemniki v stavbi je bil pustolovec Filip Kern iz Meissna na Saškem. Služil je kot brivec in gradbeni mojster za kralja Ivana III. in domneva se, da je zastrupil kralja Erika XIV. Med vladavino Gustava Adolfa je v stavbi živel nizozemski trgovec Abraham Cabiljau, eden od ustanoviteljev in prvih županov Göteborga. Francoski izdelovalec lasulj Jean Bedoire je stavbo kupil leta 1682 in tako kot njegov sin in soimenjakinja, ki je dala ime ulici Bedoirsgränd, obogatel s trgovanjem z vinom, soljo in železom. Stavba je bila leta 1937 popolnoma obnovljena, ko so bile fasade treh stavb, ki so južno od trga, združene v sedanjo fasado. V treh stavbah v bloku od leta 1944 stoji Mäster Olofsgården ('Domačija mojstra Olofa'). Ustanovil jo je duhovnik Gabriel Grefberg kot mladinski center leta 1931, ko je bil Gamla stan večinoma slum, število dejavnosti pa se je hitro povečalo in je vključevalo starejše, matere, skavte, delavce in številne druge skupine. Po radodarni donaciji je organizacija leta 1944 lahko združila svoje dejavnosti na sedanji lokaciji. Danes njene storitve vključujejo študije zgodovine starega mestnega jedra in Društvo Gamla stan (Gamla stan sällskapet). Topovska krogla v kotu Skomakargatana po ljudski legendi izvira iz Stockholmskega krvavega plesa leta 1520, ko so jo izstrelili na danskega kralja Kristjana Tirana. Nedvomno jo je v zid bolj verjetno vgradil zgodnji lastnik in jo nato po vsaki obnovi postavil nazaj na svoje mesto. Restavracija v pritličju, Stortorgskällaren, je zgrajena nad srednjeveško kletjo, katere del sega v 15. stoletje. Po nekaterih virih je bila tu gostilna Spanska druvan ('Špansko grozdje'), najstarejša znana gostilna v Stockholmu, ki jo je (po izročilu) obiskoval kralj Ivan III., ko se je želel družiti z meščani.

### Številka 14–22
Stavbe na zahodni strani so edine, ki jih zasedajo zasebniki.
Številka 22, zelena stavba na levi strani Kåkbrinkena, je iz leta 1758, vendar stoji na srednjeveškem obzidju. V njej je živel svetnik Johan Berndes, ki je v 17. stoletju razvil švedsko proizvodnjo bakra, nato pa saksonski Polikarpus Crumbügel, tesen prijatelj kralja Karla XI., ki je povzročil tako imenovano redukcijo, ko je pomemben del švedskega plemstva izgubil svoja posestva (zaradi česar je bil povišan v plemiški stan kot Cronhielm). Med arheološkim izkopavanjem leta 1998 so v kleti odkrili obokano komoro, ki je merila 1,8 × 1,6 metra. Bila je opremljena s kanalom, za katerega se domneva, da ga je povezoval s stranišči in kuhinjskimi koriti v stavbi. Skupaj z nekaj lesenimi cevmi, najdenimi v bližini Kornhamnstorga, je to eden redkih znakov, ki nasprotujejo tradicionalnemu pogledu na srednjeveški Stockholm kot odvraten kraj, kjer so ulice polne umazanije in smeti.
Stavbe na številkah 18–20 so bile združene v 17. stoletju in nato poimenovane po Johanu Eberhardu Schantzu, tajniku Karla X. Gustava, ki je dodal tudi stopničasti zatrep in veliki portal na levi stavbi. Deli notranjosti še vedno odražajo razkošje, ki je obdajalo kraljevega tajnika. 82 belih kamnov na številki 20, Ribbinska huset ('Hiša Ribbinga') ali Schantzka huset ('Hiša Schantz'), naj bi občasno simbolizirali glave, ki jih je danski kralj obglavil leta 1520. Hiša pa je bila zgrajena najkasneje leta 1479, ko se pojavlja v zgodovinskih zapisih. Prvo ime se nanaša na svetnika Boa Ribbinga, ki je nepremičnino leta 1627 podaril Schantzu, ki je naslednje leto dodal kamne.
Blok na hišni številki 14–16 je poimenovan po Asklepiju, Apolonovem sinu in polbogu medicine, kar odraža prisotnost 'Vranje lekarne' (Apoteket Korpen) na tem naslovu že več kot 300 let. Čeprav je lekarna še vedno prisotna na Västerlånggatanu, le nekaj blokov stran, je bila prvotno ustanovljena na Stortorgetu leta 1638, ko je dvorni farmacevt Philip Schmidt na tem naslovu ponujal ne le zdravila, temveč tudi različne sladkarije in kuhano vino. V ulici Solgränd so na steni še vedno najdene začetnice farmacevta iz leta 1764 in njegove žene. Lekarna je bila leta 1924 preseljena na sedanji naslov.
- Panoramski pogled na Stortorget 22–14. Sestavljen iz treh fotografij
- Napis nad vhodnimi vrati 20, ki citira Psalm 37:5 v nemščini: Befiehl dem Herrn deine Wege und hoffe auf ihn, er wirds wohl machen. Prevod:Prepusti svojo pot Gospodu; zaupaj tudi vanj in on bo to uresničil.
- Številki 20 in 18

### Ulice
Zgodovinske prometnice se raztezajo od Stortorgeta v vse smeri sveta: Kåkbrinken ('Pobočje razpadajoče hiše') se razteza proti zahodu do Västerlånggatana. Skomakargatan ('Čevljarska ulica') in Svartmangatan ('Ulica črnega moža') se raztezata proti jugu do Tyska Brinken ('Nemško pobočje') in Kindstugatan ('Ulica škatlice na ušesu'), ki sta nekoč vodili mimo samostana Črnih bratov do južnih vrat. Köpmangatan ('Trgovska ulica'), ki jo severno od nje vodi vzporedno Trädgårdsgatan ('Vrtna ulica'), vodi proti vzhodu do Köpmantorgeta ('Trgovskega trga'), Köpmanbrinkena ('Trgovskega pobočja') in Österlånggatana ('Vzhodne dolge ulice') in je bila nekoč edina ulica, ki je vodila skozi vzhodno mestno obzidje do Fisketorgeta, nekdanjega trga, ki je bil stoletja največji v Stockholmu. Poleg tega se številne ulice povezujejo z neposrednimi okoliškimi bloki: na severni strani se Trångsund in Källargränd raztezata do Storkyrkobrinken in Slottsbacken na obeh straneh stavbe borze. Na zahodni strani se tri ulice – Solgränd, Ankargränd in Spektens gränd – raztezajo do Prästgatana.

## Zgodovina

### Prazgodovina
Arheološka izkopavanja vzdolž Kåkbrinkena so pokazala, da je prvotni skalni greben neposredno pod tlakom v bližini Stortorgeta in se postopoma pomika globlje in globlje proti zahodu, da doseže približno 12–15 m vzdolž zahodne obale. Zato je precej razumno domnevati, da blago nagnjen trg še vedno odraža obliko prvotnega nenaseljenega otoka.

### Srednji vek
Izkopavanja na trgu leta 1995 in 1997 so pokazala, da je srednjeveški trg le 0,5 m pod sedanjim tlakom. Tik nad najglobljo plastjo so našli kovance iz časa vladavine Magnusa Ladulåsa in Birgerja Magnussona, skupaj s keramičnimi drobci iz istih obdobij. Tri dodatne plasti tlakovcev iz srednjega veka in plast mešanega premoga tik pod spodnjo plastjo tlakovcev so bile z radiokarbonsko analizo datirane v obdobje 1066–1320. Površinske sledi drogov kažejo, da so na tem območju konec 13. stoletja stale preproste lope, dokler jih ni uničil požar v začetku 15. stoletja, sledi starejše stavbe pa naj bi datirali v obdobje 1024–1291.
Trg se je začel kot križišče, kjer so se stekale poti, ki so križale otok. Sistem ulic se je postopoma razvil v sedanje ozke ulice Köpmangatan, Svartmangatan, Skomakargatan, Kåkbrinken, Trångsund in Källargränd. Do leta 1400 je imelo mesto približno 6000 prebivalcev, okoli trga pa so začeli graditi kamnite stavbe. Trgovci in vodnjak na trgu so ga spremenili v naravno zbirališče. Sedanje ime se v zgodovinskih zapisih prvič pojavi kot stora torghit leta 1420 in kot stoor tårgeett leta 1646.
Odloki, ki jih je dvakrat letno razglašala mestna hiša, imenovana Rådstugan ('Svetniška domačija'), nekoč severno od trga, skupaj s ponavljajočimi se manifestacijami, kot je bila odlok Engelbrekta Engelbrektssona, vodje upora Engelbrektov (1434–1436), so trg spremenili v politično pomembno lokacijo. Ker so bili Nemci dolgo zelo pomembno prisotni v Stockholmu, je mestni svet sestavljalo enako število švedskih državljanov in nemških priseljencev. V skupščini so prevladovali trgovci, vsi plemenitaši, obrtnikom so občasno zaupali manjša naročila. Preostalim državljanom je bil popolnoma izključen vsakršen vpliv. Stockholm je bil v primerjavi z bleščečimi celinskimi evropskimi mesti mesto z enim samim konjem. Mestna hiša je bila po požaru leta 1419 obnovljena in se je postopoma širila v 500 letih, dokler je niso leta 1732 preselili v palačo Bonde. Tako je bil to štirinadstropni, skladen kompleks. V tretjem nadstropju so bili skrbniki, znani kot Siskeburen ('Siskinova kletka'), Loppan ('Bolha') in Vita märren ('Kobila'), Vita hästen ('Beli konj'), Gamla Rådstugan ('Stara mestna hiša'), Skottkammaren ('Škotska zbornica') in Nya kölden ('Novi mraz'). V kleti je bila mestna vinoteka, poleg nepozabne gostilne Storkällaren (poimenovane zaradi bližine Storkyrkana).

### Sodobni čas
Sredi trga je bil sramotilni steber, imenovan Kåken ('Razpadajoča hiša'), ki je bil prvič omenjen v povezavi s tako imenovanimi 'Käpplingejskimi umori' (Käpplingemorden) v prvi polovici 15. stoletja. Zgodba pravi, da je skupina nemških meščanov ujela veliko število uglednih meščanov v kočo na Blasieholmnu (takrat imenovani Käpplinge) in jih sežgala. Nemce naj bi iz kraljeve palače odpeljali do sramotilnega stebra. Prvotno je bil sramotilni steber postavljen na vrhu zidanega zapora, kjer je osovraženi rabelj zadrževal obsojene, preden jih je vklenil in prebičal ali jim celo odrezal ušesa, odvisno od narave kaznivih dejanj. Sramotilni steber je bil leta 1771, ko sta bila dokončana stavba borze in sedanji vodnjak, premeščen v sedanji Norrmalmstorg.
Stortorget je bil novembra 1520 prizorišče stockholmskega krvavega plesa. Dansko-švedski kralj Kristijan II. je v treh dneh obglavil in obesil 90 ljudi. To dejanje je bilo storjeno kljub odlogu, ki ga je po štirih mesecih danskega obleganja razglasila kraljica Kristina Gyllenstierna. Vendar danski kralj ni bil neposredno odgovoren za dejanje. Nadškof Gustav Trolle, ki ga je regent Sten Sture starejši, ki je umrl med obleganjem, odstavil in zaprl, je želel doseči odškodnino. Zato so med kronanjem danskega kralja pomembni gostje soočili z obtožnico nadškofa in ga nato obsodili zaradi bogokletstva. Smrtne obsodbe je bilo treba izvršiti takoj, zato so trg izpraznili, medtem ko je policijska ura prisilila vse državljane, da ostanejo v zaprtih prostorih. Rablji so brez razlikovanja obglavili nadškofe, svetnike, plemiče in mestne sodnike, vključno z Erikom Johanssonom Vaso, očetom naslednjega kralja Gustava Vase, ki se je očetovi usodi izognil s skrivanjem. Vsa trupla so sežgali na Södermalmu, skupaj s truplom pokojnega regenta Stena Stureja. Danski kralj, zadovoljen s pomiritvijo Švedske, se je decembra vrnil na Dansko, med potovanjem pa je utopil nekaj menihov in ignoriral začenjajočo se vstajo v Dalarni.
Do konca 19. stoletja švedski delavski razred še vedno ni imel zastopanosti v parlamentu in mestnem svetu. Odbor, ustanovljen leta 1892, je zaman pozival svet, naj se z uvedbo cestnih del in drugimi ukrepi spopade z brezposelnostjo in ublaži stisko. Delavske demonstracije leta 1892 so bile nato določene za 1. februar, ko se je svet sestal v stavbi borze. Da bi se izognili prepovedi demonstracij iz leta 1848, so se ljudje zbirali na različnih lokacijah in se združili na trgu. Ko so na Slottsbacknu naleteli na poslance in druge pomembneže, jim je policija preprečila dostop do trga. Okoliške ulice pa so se hitro zapolnile z demonstranti in kordon se je moral umakniti množici, katere kriki in protestne pesmi so hitro napolnile trg. Bodoči premier Hjalmar Branting se je vpletel v spor, preden je množica grozila, da bo iz Trångsunda vdrla v stavbo borze. Policiji je nato pomagala kraljeva telesna garda, ki je protestnike prisilila, da so zbežali v ulice, da bi se izognili konjem in sabljam. Aretirali so na desetine ljudi, vendar so se politiki vse bolj zavedali položaja delovne sile.